# Изабел Браганса (герцогиня Гимарайнш)
Донья Изабел Браганса (1514 или 1511, Герцогский дворец Вила-Висоза, Вила-Висоза, Португалия — 16 сентября 1576, Герцогский дворец Вила-Висоза, Вила-Висоза, Португалия) — член дома Браганса, дочь герцога Браганса Хайме (племянника короля Мануэла I) и его супруги Леонор де Перес де Гусман.

## Жизнь
В 1537 году Изабел вышла замуж за своего двоюродного брата инфанта Дуарте, сына Мануэля I и Марии Арагонской. В приданое Изабел было дано герцогство Гимарайнш, которое ранее принадлежало её брату Теодору I, герцогу Браганса. После свадьбы инфант Дуарте стал 4-м герцогом Гимарайнш.
Её младшая дочь, Екатерина, стала герцогиней Браганса и претендовала на трон Португалии. Она также была одной из причин кризиса преемственности.

## Дети
У супругов было трое детей:
- Инфанта Мария де Гимарайнш (1538—1577), замужем за Алессандро Фарнезе, герцогом Пармским
- Инфанта Екатерина де Гимарайнш (1540—1614), замужем за Жуаном I, герцогом Браганса
- Инфант Дуарте Португальский (1541—1576), герцог Гимарайнш